# Ерік Кабако
Ерік Катріель Кабако Альмада (ісп. Erick Cathriel Cabaco Almada; народився 19 квітня 1995 року, Монтевідео, Уругвай) — уругвайський футболіст, захисник клубу «Хетафе». На умовах оренди грає за «Гранаду».

## Клубна кар'єра
Кабако — вихованець клубу «Рентістас». 6 квітня 2014 року в матчі проти столичного «Рівер Плейта» він дебютував в уругвайській Прімері. 20 квітня в поєдинку проти «Монтевідео Вондерерз» Ерік забив свій перший гол за «Рентістас».
На початку 2016 року Кабако перейшов до «Насьйоналя». 7 лютого в матчі проти «Вілья-Тереса» він дебютував за нову команду.
Влітку 2016 року Ерік перейшов на правах оренди до французького «Нансі». 21 вересня в матчі проти «Бастії» він дебютував у Лізі 1. Влітку 2017 року іспанський «Леванте» орендував Кабако. 26 жовтня в поєдинку Кубка Іспанії проти «Жирони» Ерік дебютував за основний склад. 19 листопада в матчі проти «Лас-Пальмас» він дебютував в Ла-Лізі. По закінченні оренди «Леванте» викупив трансфер гравця.

## Міжнародна кар'єра
На початку 2015 року Кабако у складі молодіжної збірної Уругваю став бронзовим призером домашнього молодіжного чемпіонату Південної Америки. На турнірі він зіграв у матчах проти команд Чилі, Перу, Парагваю, Аргентини, двічі Колумбії і Бразилії.
Влітку того ж року Гастон взяв участь у молодіжному чемпіонаті світу в Новій Зеландії. На турнірі він зіграв у матчах проти збірних Сербії, Мексики і Бразилії.
2015 року Ерік став переможцем Панамериканських ігор у Канаді. На турнірі він зіграв у матчі проти Бразилії.

## Статистика виступів

### За клуб
Востаннє оновлено 30 червня 2020.
| Сезон                 | Команда               | Чемпіонат             | Чемпіонат | Чемпіонат | Національний кубок | Національний кубок | Національний кубок | Континентальні кубки | Континентальні кубки | Континентальні кубки | Інші змагання | Інші змагання | Інші змагання | Усього | Усього |
| Сезон                 | Команда               | Ліга                  | Ігор      | Голів     | Ліга               | Ігор               | Голів              | Ліга                 | Ігор                 | Голів                | Ліга          | Ігор          | Голів         | Ігор   | Голів  |
| --------------------- | --------------------- | --------------------- | --------- | --------- | ------------------ | ------------------ | ------------------ | -------------------- | -------------------- | -------------------- | ------------- | ------------- | ------------- | ------ | ------ |
| 2013–14               | «Рентістас»           | ПД                    | 3         | 1         | -                  | -                  | -                  | -                    | -                    | -                    | -             | -             | -             | 3      | 1      |
| 2014–15               | «Рентістас»           | ПД                    | 19        | 0         | -                  | -                  | -                  | ПАК                  | 2                    | 0                    | -             | -             | -             | 21     | 0      |
| 2015                  | «Рентістас»           | ПД                    | 14        | 2         | -                  | -                  | -                  | -                    | -                    | -                    | -             | -             | -             | 14     | 2      |
| Усього за «Рентістас» | Усього за «Рентістас» | Усього за «Рентістас» | 36        | 3         |                    | -                  | -                  |                      | 2                    | 0                    |               | -             | -             | 38     | 3      |
| лют.-черв. 2016       | «Насьйональ»          | ПД                    | 7         | 0         | -                  | -                  | -                  | КЛ                   | 1                    | 0                    | -             | -             | -             | 8      | 0      |
| серп. 2016–17         | «Нансі»               | Л1                    | 20        | 0         | КФ+КЛ              | 1+1                | 0                  | -                    | -                    | -                    | -             | -             | -             | 22     | 0      |
| вер. 2017–18          | «Леванте»             | ПД                    | 14        | 0         | КІ                 | 4                  | 0                  | -                    | -                    | -                    | -             | -             | -             | 18     | 0      |
| 2018–19               | «Леванте»             | ПД                    | 21        | 2         | КІ                 | 3                  | 1                  | -                    | -                    | -                    | -             | -             | -             | 24     | 3      |
| 2019-січ. 2020        | «Леванте»             | ПД                    | 11        | 0         | КІ                 | 1                  | 0                  | -                    | -                    | -                    | -             | -             | -             | 12     | 0      |
| Усього за «Леванте»   | Усього за «Леванте»   | Усього за «Леванте»   | 46        | 2         |                    | 8                  | 1                  |                      | -                    | -                    |               | -             | -             | 54     | 3      |
| січ.-черв. 2020       | «Хетафе»              | ПД                    | 2         | 0         | КІ                 | -                  | -                  | ЛЄ                   | 0                    | 0                    | -             | -             | -             | 2      | 0      |
| Усього за кар'єру     | Усього за кар'єру     | Усього за кар'єру     | 111       | 5         |                    | 10                 | 1                  |                      | 3                    | 0                    |               | -             | -             | 125    | 6      |

## Титули і досягнення
Міжнародні
 Уругвай (до 20)
- 3 Молодіжний чемпіонат Південної Америки — 2015

 Уругвай (до 22)
- Панамериканські ігри — 2015